# Eva Saurova
 (août 2025).
La mise en forme du texte ne suit pas les recommandations de Wikipédia : il faut le « wikifier ».
Les points d'amélioration suivants sont les cas les plus fréquents :
- Les titres sont pré-formatés par le logiciel. Ils ne sont ni en capitales, ni en gras.
- Le texte ne doit pas être écrit en capitales (les noms de famille non plus), ni en gras, ni en italique, ni en « petit »…
- Le gras n'est utilisé que pour surligner le titre de l'article dans l'introduction, une seule fois.
- L'italique est rarement utilisé : mots en langue étrangère, titres d'œuvres, noms de bateaux, etc.
- Les citations ne sont pas en italique mais en corps de texte normal. Elles sont entourées par des guillemets français : « et ».
- Les listes à puces sont à éviter, des paragraphes rédigés étant largement préférés. Les tableaux sont à réserver à la présentation de données structurées (résultats, etc.).
- Les appels de note de bas de page (petits chiffres en exposant, introduits par l'outil «  Source ») sont à placer entre la fin de phrase et le point final[comme ça].
- Les liens internes (vers d'autres articles de Wikipédia) sont à choisir avec parcimonie. Créez des liens vers des articles approfondissant le sujet. Les termes génériques sans rapport avec le sujet sont à éviter, ainsi que les répétitions de liens vers un même terme.
- Les liens externes sont à placer uniquement dans une section « Liens externes », à la fin de l'article. Ces liens sont à choisir avec parcimonie suivant les règles définies. Si un lien sert de source à l'article, son insertion dans le texte est à faire par les notes de bas de page.
- La présentation des références doit suivre les conventions bibliographiques. Il est recommandé d'utiliser les modèles {{Ouvrage}}, {{Chapitre}}, {{Article}}, {{Lien web}} et/ou {{Bibliographie}}. Le mode d'édition visuel peut mettre en forme automatiquement les références.
- Insérer une infobox (cadre d'informations à droite) n'est pas obligatoire pour parachever la mise en page.

Pour une aide détaillée, merci de consulter Aide:Wikification.
Si vous pensez que ces points ont été résolus, vous pouvez retirer ce bandeau et améliorer la mise en forme d'un autre article.
Eva Saurova est une soprano lyrique, née en 1944 à Prague,

## Biographie
Eva Saurova est née à Prague, capitale de l’ancienne Tchécoslovaquie, le 25 mars 1944. et décédée à Paris le 25 mars 2023.
Descendante directe d’une dynastie de grandes musiciennes, Eva Saurova pratique la danse et la musique dès son plus jeune âge.
Sa grand-mère, Zdenka Hirschova (1875-1956), a étudié le chant dans l'École Pivoda qui a formé la cantatrice Emmy Destinn. Sa mère, Bedřiška Seidlová (d) (1914-1995), fut une célèbre violoniste, sa tante, Jirina Seidlová (1906-1994), une harpiste réputée et son grand oncle un chorégraphe très connu : Ivo Vania Psota. C’est donc tout naturellement qu’Eva Saurova entre au Conservatoire national de musique, de danse et d’arts dramatiques de Prague, l’un des plus anciens conservatoires européens (il fut fondé en 1808), dans la classe de Konstantin Karenin. Elle y obtient son Absolutorium en chant et en art lyrique en 1967. L’année suivante, alors qu’elle est engagée comme soliste dans la troupe du Théâtre F. X. Šalda de Liberec, Eva Saurova et sa famille quittent, précipitamment et dans la clandestinité, la Tchécoslovaquie pour fuir les événements politiques consécutifs au Printemps de Prague.
C’est à Paris qu’elle trouve refuge. Aussitôt arrivée dans la capitale française, la possibilité de passer le concours d’entrée au Conservatoire national supérieur de Paris (le CNSMDP), alors installé rue de Madrid, s’offre à elle. En effet, ce concours a été retardé d’un mois à la suite des événements de Mai 68. Elle entre alors dans la classe de Renée Gilly. En 1969, Eva Saurova obtient un Premier Prix de chant à l’unanimité. Jusqu’en 1972, année où son fils Jacques verra le jour, elle continuera de se perfectionner au CNSMDP auprès de Renée Gilly.

### Carrière
Son premier grand rôle lyrique est Nedda dans l’opéra I Pagliacci de Leoncavallo, en 1973, à l’Opéra de Dijon, dans la mise en scène de Guy Grinda. Suivront, la même année, le rôle d’Alice dans Falstaff de Verdi à l’Opéra d’Avignon et la Grande Prêtresse dans Aida de Verdi au Capitole de Toulouse. Eva Saurova est lancée.

#### Opéra du Rhin
En 1974, Alain Lombard, alors directeur artistique de l’Opéra du Rhin, l’engage dans la troupe permanente de solistes. Elle y restera six ans. Ces six années lui permettront d’être sur scène tous les soirs, d’incarner de nombreux personnages et de travailler sous l’égide de chefs et de metteurs en scène prestigieux : Alain Lombard ou Dimítris Chorafás à la baguette ; Jean-Pierre Ponnelle, Louis Erlo ou Nathaniel Merrill à la mise en scène.
Tosca dans l’œuvre éponyme de Puccini, Musette de La Bohème, Tatiana d’Eugène Onéguine, Nedda d’I Pagliacci, Marianne du Chevalier à la rose de R.Strauss, Marina de Boris Godounov, Giulietta des Contes d’Hoffmann, Desdemona d’Otello ou Erisbe de l’Ormindo de Cavalli sont parmi les nombreux rôles qu’Eva Saurova a joués sur les scènes de l’Opéra du Rhin (Opéra de Strasbourg, scènes associées de Colmar et de Mulhouse) mais aussi à Luxembourg. En 1979-1980, elle fait partie de l’aventure de la Tétralogie de Wagner à l’Opéra de Lyon dirigée par Emil Tchakarov et mise en scène par Nicolas Joel.

### Opéra National de Paris
En 1981, Eva Saurova intègre la troupe de l'Opéra national de Paris que dirige alors Bernard Lefort. La même année, une coproduction entre l’Opéra de Paris et le Centre international en recherche théâtrale va la propulser sur la scène internationale : La Tragédie de Carmen d'après Bizet, dans une adaptation de Peter Brook et Jean-Claude Carrière. Eva Saurova sera Carmen. La première représentation a lieu à Paris, au Théâtre des Bouffes du Nord, le 5 septembre 1981, avec l’Ensemble Ars Nova sous la direction du compositeur Marius Constant. Une tournée mondiale suivra la création ; un film sera tourné en 1983.
Pendant la décennie consacrée à la troupe de l’Opéra de Paris, elle joue de nombreux rôles dans La traviata ou Macbeth de Verdi, Manon de Massenet, Le Chevalier à la rose de Richard Strauss, L'Or du Rhin de Wagner, Le Barbier de Séville de Rossini, , etc., et est dirigée par d’éminents chefs d’orchestre (Georges Prêtre, Adam Fisher, Jean-Claude Casadesus, Zubin Mehta) et metteurs en scène (Antoine Vitez, Hans Hartleb, Nicolas Joel, Ottomar Krejca ou Franco Zeffirelli).
Elle participe également à la création mondiale de l’opéra d’Edison Denisov sur un livret de Boris Vian, L'écume des jours, en mars 1986, à l’Opéra-Comique dirigé par John Burdekin.

### Créations Mondiales
Eva Saurova participe à la création mondiale d’autres opéras : Erzsebet  de Charles Chaynes en 1984 au Teatro Massimo de Palerme ; Il Ritorno di Casanova de Girolamo Arrigo en 1988 au Teatro Comunale Giuseppe Verdi de Trieste ; La Petite Sirène de Dominique Probst sur un livret de Marguerite Yourcenar à l’Opéra de Massy en 1994.

### Opérettes
Elle a également été une Belle Hélène d’anthologie dans l’opérette de Jacques Offenbach, en 1985, à la Salle Favart, dans la mise en scène de Jérôme Savary, puis en 1986, aux côtés de Gabriel Bacquier et de Jacques Martin, dans la mise en scène de ce dernier, au Théâtre de Paris. Elle incarnera aussi à l'Opéra de Nancy et de Lorraine en 1987, La Grande-duchesse de Gérolstein d'Offenbach ainsi qu'à l'Opéra de Saint-Étienne en 1988.

### Britten, Poulenc, concerts et transmission
En 1990, à l'Opéra Bastille, elle interprète Mrs Noye dans Noye's Fludde de Benjamin Britten sous la direction de Vladimir Kojoukharov. En 1994, elle campe une solide Mère Marie de l’Incarnation dans Dialogues des carmélites de Poulenc à l’Opéra de Massy sous la direction de Jacques Mercier, dans la mise en scène de Guy Coutance.
Dans les années 2000, Eva Saurova se consacre aux concerts et à l’enseignement, elle a notamment formé les chanteuses Barbara Carlotti et Anne Rodier.

## Discographie
- Giacomo Puccini : Turandot, direction musicale Alain Lombard, Orchestre Philharmonique De Strasbourg, Montserrat Caballé, José Carreras, Mirella Freni, Michel Sénéchal, Chorus Of L’Opéra Du Rhin, EMI, 1978
- Richard Wagner : Parsifal, direction musicale Armin Jordan , Goldberg, Minton et al., Orchestre Philharmonique de Monte-Carlo, Prague Philharmonic Chorus. Erato 2292-45662-2[6]
- Jacques Offenbach : La Périchole, direction musicale Alain Lombard, Régine Crespin, Alain Vanzo, Jules Bastin, Alain Decaux, Rebecca Roberts, Eva Saurova (Berguinella), Chœurs De L'Opéra Du Rhin,Orchestre Philharmonique De Strasbourg, Erato, 1977
- Jacques Offenbach : La Belle Hélène, direction musicale John Burdekin, Nouvel Orchestre Philharmonique de Radio France, Gabriel Bacquier, Jacques Martin, DVD (Video) - House of Opera DVDCC[7], 1986

## Filmographie
- La Tragédie de Carmen : mise-en-scène de Peter Brook, 1983, Film 3 Eva Saurova : Carmen
- Parsifal : mise-en-scène de Hans-Jürgen Syberberg, chef d'orchestre Armin Jordan,1982, Eva Saurova : Blumenmädchen
- La Belle-Hélène, DVD (Vidéo) - House of Opera DVDCC 233, 1986